# Il suo nome è Tsotsi
Il suo nome è Tsotsi (Tsotsi) è un film del 2005 diretto da Gavin Hood.
Ambientato a Soweto, in Sudafrica, è stato il miglior film straniero ai premi Oscar del 2006.

## Trama
Orfano di madre, morta di HIV, e cresciuto con un padre violento che abusava di lui, David, più conosciuto come Tsotsi, è il diciannovenne spietato capobanda di un gruppo di giovani criminali, che vivono in una baraccopoli di Johannesburg. In fuga da un passato doloroso, Tsotsi ha rimosso qualunque ricordo della sua infanzia, compreso il suo vero nome: infatti nel gergo del ghetto "Tsotsi" vuol semplicemente dire "gangster".
Una notte, dopo aver violentemente picchiato un membro della sua gang, Tsotsi spara ad una donna per rubarle l'auto, senza rendersi conto che sul sedile posteriore c'è un neonato addormentato, il figlio della donna. Nonostante la sua corazza di rabbia, Tsotsi decide ugualmente di prendersi cura del piccolo. Ben presto il ragazzo si renderà però conto che nelle sue condizioni sarà difficile anche soltanto nutrire il bambino.

## Produzione
Il film è basato sul romanzo di Athol Fugard, che porta lo stesso nome della pellicola. Allo sviluppo della colonna sonora del film ha collaborato anche il poeta e cantante sud-africano Vusi Mahlasela.

## Riconoscimenti
- 2006 – Premio Oscar
  - Miglior film straniero
- 2006 – Festival International du Film d'Amour de Mons
  - Coup de cœur della giuria, miglior interpretazione maschile (Presley Chweneyagae)